# Cytharomorula
Cytharomorula là một chi ốc biển, là động vật thân mềm chân bụng sống ở biển thuộc họ Muricidae, họ ốc gai.

## Các loài
Các loài thuộc chi Cytharomorula bao gồm:
- Cytharomorula ambonensis (Houart, 1996)[2]
- Cytharomorula danigoi Houart, 1995[3]
- Cytharomorula grayi (Dall, 1889)[4]
- Cytharomorula lefevreiana (Tapparone-Canefri, 1880)[5]
- Cytharomorula paucimaculata (Sowerby, 1903)[6]
- Cytharomorula pinguis Houart, 1995[7]
- Cytharomorula springsteeni Houart, 1995[8]
- Cytharomorula vexillum Kuroda, 1953[9]